# Mecanismo de Klann

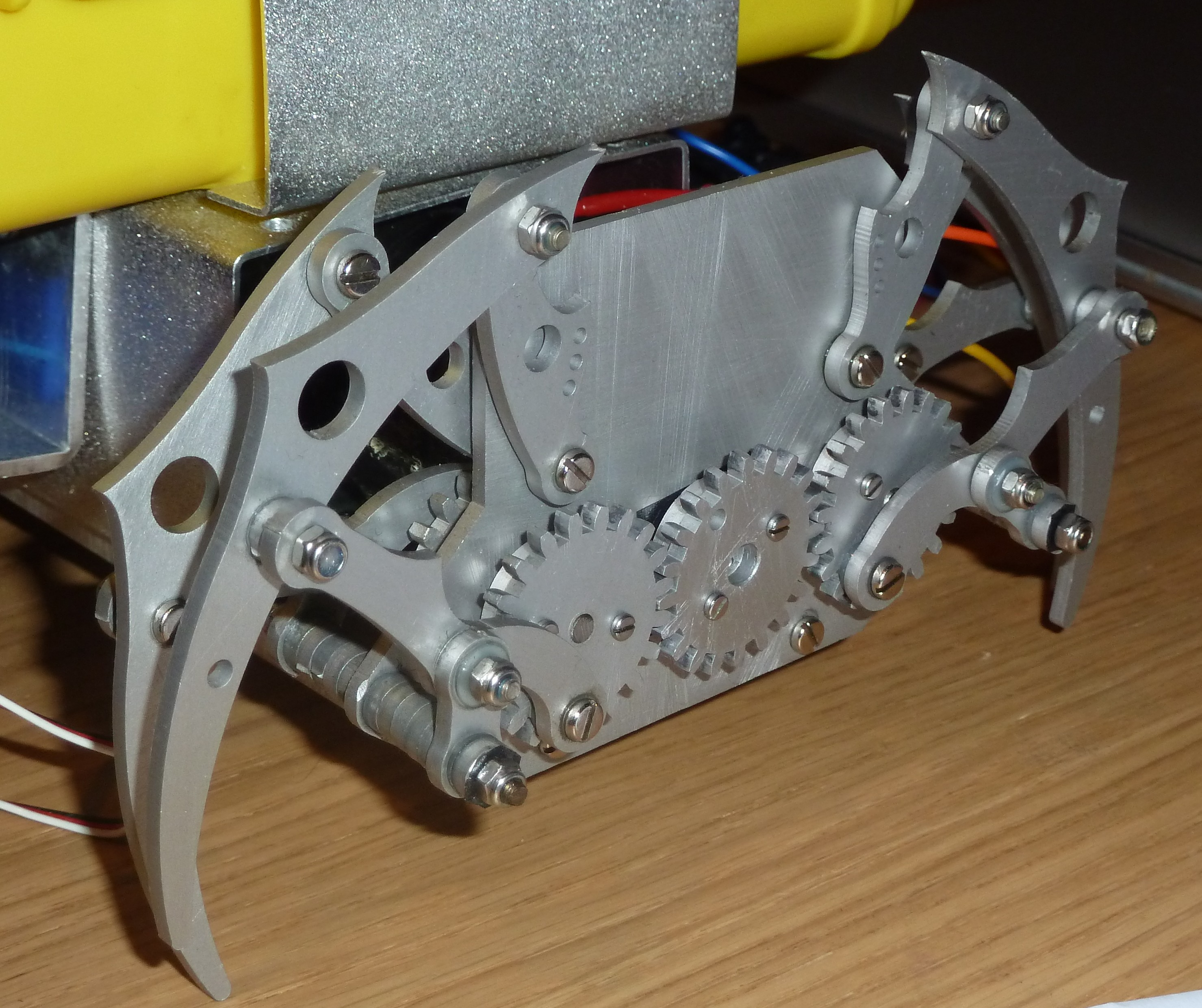
Mecanismo andante submarino que utiliza el mecanismo de Klann (piezas de aluminio anodizado mecanizadas con láser).

El mecanismo de Klann es un dispositivo mecánico coplanario diseñado para simular el sistema de locomoción de las patas de los animales, con la misión de sustituir a las ruedas en terrenos muy accidentados. La conexión consta de un marco, una manivela, dos balancines de apoyo y dos acopladores, conectados mediante articulaciones cilíndricas.
Las proporciones de cada uno de los enlaces del mecanismo están definidas para optimizar la linealidad del movimiento del pie en cada medio ciclo de rotación de la manivela. Durante el otro semiciclo, el pie pasa a ser levantado a una altura predeterminada, antes de regresar a la posición de inicio, repitiéndose el ciclo. Dos de estas conexiones funcionan en la misma fase de la manivela, y las otras dos con medio ciclo de  desfase, permitiendo que el marco del vehículo se desplace completamente en paralelo.
El mecanismo de Klann posee muchas de las ventajas de los sistemas de desplazamiento más avanzados, solventando algunas de sus limitaciones. Puede salvar bordillos, subir escaleras, o desplazarse en zonas que no son accesibles a vehículos con ruedas, y no requiere el control de un microprocesador o multitud de complejos mecanismos actuadores. Tecnológicamente, se sitúa entre estos dispositivos andantes robóticos y los sistemas de ejes y ruedas conducidos.

## Ilustraciones

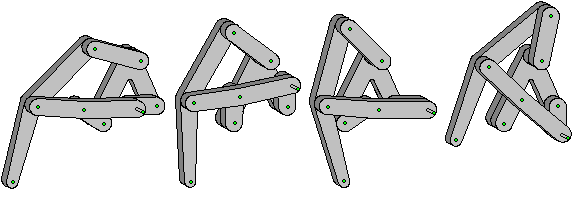
Imágenes de las posiciones del ciclo de un paso del mecanismo: plenamente extendido, a medio paso, recogido, y alzado. Estas cuatro figuras muestran la manivela (barra más a la derecha en la primera figura) con 0, 90, 180, y 270 grados de giro.

Animación del movimiento del mecanismo completo, con las patas más próximas al espectador perfiladas en azul. Una mejor comprensión de cómo se produce el funcionamiento del mecanismo, se puede obtener siguiendo con la vista un punto concreto del mecanismo a través de varios ciclos. Los puntos de articulación se muestran en verde. Las tres posiciones respecto al marco de cada pierna son estacionarias. El movimiento de los balancines más bajo y más alto se produce hacia atrás y adelante a lo largo de un arco fijo y el de las manivelas por fuera del círculo.

Recorridos del movimiento de cada punto

## Pierna de ejemplo

Imagen de una pierna de ejemplo.

En la Patente de EE. UU. 6,260,862 figura un conjunto de coordenadas de la pierna de ejemplo:
| Punto                                       | X                    | Y                    | Descripción                          |
| Puntos de referencia                        | Puntos de referencia | Puntos de referencia | Puntos de referencia                 |
| ------------------------------------------- | -------------------- | -------------------- | ------------------------------------ |
| 9                                           | 1.366                | 1.366                | Primer eje del balancín del brazo    |
| 11                                          | 1.009                | 0.574                | Segundo eje del balancín del brazo   |
| 15                                          | 1.599                | 0.750                | Fuste de la manivela                 |
| Posición de la zancada plenamente extendida |                      |                      |                                      |
| 27X                                         | 0.741                | 0.750                | Articulación del codo                |
| 29x                                         | 1.331                | 0.750                | Manivela                             |
| 33x                                         | 0.000                | 0.000                | Pie                                  |
| 35x                                         | 0.232                | 0.866                | Eje de la articulación de la rodilla |
| 37x                                         | 0.866                | 1.500                | Articulación de la cadera            |
| Posición de paso en tierra                  |                      |                      |                                      |
| 27Y                                         | 1.277                | 0.750                | Articulación del codo                |
| 29y                                         | 1.867                | 0.750                | Manivela                             |
| 33y                                         | 1.000                | 0.000                | Pie                                  |
| 35y                                         | 0.768                | 0.866                | Eje de la articulación de la rodilla |
| 37y                                         | 1.000                | 1.732                | Articulación de la cadera            |

## Historia
El mecanismo de Klann fue desarrollado por Joe Klann en 1994 como una expansión de la Teoría de Burmester, utilizadas para desarrollar los mecanismos de cuatro barras con doble balancín característicos de las grúas portuarias. Se clasifica como un sistema cinemático de Stephenson del subtipo III.
- EE. UU. Aplicación Provisional Ser. Núm. 60/074,425, estuvo archivado encima Feb. 11, 1998
- Patente de EE. UU. 6,260,862, julio emitido 17, 2001[3]
- Patente de EE. UU. 6,364,040, abril emitido 2, 2002[4]
- Patente de EE. UU. 6,478,314, noviembre emitido 12, 2002[5]